# Poutní kostel
Poutní kostel (německy Wallfahrtskirche) je kostel, který je pravidelným cílem poutí, nebo kostel který se nachází na cestě takové pouti, jako například zastavení na svatováclavské Poutní cestě z Prahy do Staré Boleslavi, nebo světoznámá Svatojakubská cesta (Camino de Santiago), hojně navštěvovaná poutníky.
Poutní kostely často bývají umístěny při hrobech světců, nebo uchovávají portréty, kterým jsou přisuzovány zázračné schopnosti nebo svaté ostatky, které jsou schraňovány církvemi k uctívání. Tyto ostatky mohou zahrnovat kosti světců, knihy, či části oděvu, někdy též úlomky Ježíšova kříže, části trnové koruny, hřeby, kterými byl přibit na kříž a další podobné předměty. Poutní kostely se často stavěly také na místech, kde se udály zázraky.

## Poutní kostely v Česku

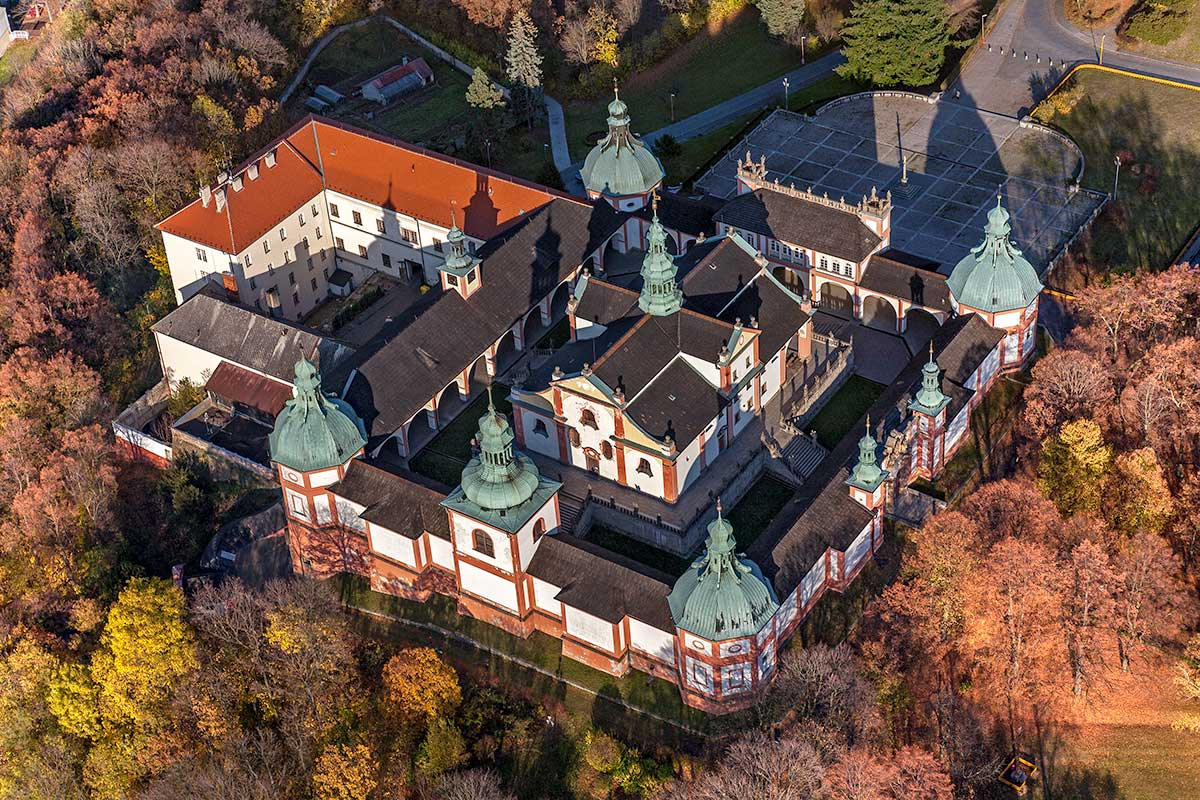
Svatá Hora u Příbrami

Viz také seznam katolických poutních míst v Česku.
- Chlum Svaté Maří
- Družec: poutní kostel Nanebevzetí Panny Marie
- Brno-Tuřany: poutní kostel Zvěstování Panny Marie
- Nepomuk: kostel sv. Jana Nepomuckého
- Příbram: Svatá Hora
- Olomouc - Svatý Kopeček: bazilika Navštívení Panny Marie
- Dub nad Moravou: kostel Očišťování Panny Marie
- Hostýn: bazilika Nanebevzetí Panny Marie
- Velehrad: bazilika Nanebevzetí Panny Marie a svatého Cyrila a Metoděje
- Zlín - Štípa: Kostel Narození Panny Marie

## Poutní kostely na Slovensku
- Šaštín-Stráže: bazilika Sedmibolestné Panny Marie
- Marianka: Bazilika Narození Panny Marie
- Turzovka

## Poutní kostely v Rakousku
- Maria Plain, bazilika Nanebevzetí Panny Marie u Salcburku
- Maria Locherboden
- Wallfahrtskirche hl. Maria am Bichele